# Guangdong
Il Guangdong (; 廣東T, 广东S, GuǎngdōngP; denominazione italiana in disuso: Quantung) è una provincia cinese situata sulla costa meridionale della Cina continentale. La provincia viene a volte indicata con il termine "provincia cantonese", derivato da una traduzione obsoleta dal francese di "Quantung" in "Canton", che si riferisce invece alla città di Canton, capoluogo della provincia. Il vero nome deriva da 广 guǎng ("vasto, largo") e 东 dōng ("est") e significa "ad est della pianura". Con circa 113 milioni di persone è la provincia più popolosa della Cina, nonché la  seconda unità amministrativa di primo livello nel mondo, superata solo dallo stato indiano dell'Uttar Pradesh.

## Storia
Il territorio non fece parte dell'antica civilizzazione cinese nella pianura del nord della Cina. Venne abitato dal popolo conosciuto con il nome de "I cento Yuet" che potrebbe essere identificato con il popolo Tai-Kadai, legato agli Zhuang dell'odierno Guangxi.
L'amministrazione cinese della regione ebbe inizio con la Dinastia Qin che estese il primo impero cinese unificato verso sud, stabilendo il comando di Nanhai a Panyu, vicino alla moderna Canton. La Dinastia Han riunì il governo del Guangdong, del Quansi e del Vietnam settentrionale nella provincia di Jiao. Nel 226, durante il Regno di Wu dei Tre Regni, il Guangdong divenne una provincia: la provincia di Guang.
Nel 627 durante la Dinastia Tang, il Guangdong con il Guangxi divenne parte del Circuito di Lingman, o Circuito della Montagna del Sud.
Con il passare del tempo, il dominio cinese modificò la composizione demografica della provincia: i cinesi di etnia Han divennero il gruppo etnico dominante, soprattutto a causa di forti migrazioni provenienti dal nord della Cina dovute a tensioni politiche e ad incursioni di popolazioni nomadi, questo a partire dalla caduta della Dinastia Han. Ad esempio, il conflitto interno nel nord della Cina seguito alla ribellione di An Lushan causò tra il 740-750 e gli anni 800-810, un aumento del 75% della popolazione della prefettura di Canton. Con il crescere dell'immigrazione la popolazione autoctona subì l'influenza della cultura cinese Han o venne allontanata dal Guangdong.
L'area del Circuito di Lingnan corrispondente all'attuale Guangdongfu rinominata Circuito del Guangnan Orientale nel 971 (Dinastia Song). Da "Guangnan Orientale" deriva il termine "Guangdong".
A seguito dell'invasione mongola nel XII secolo, la Dinastia Song del Sud si ritirò in direzione meridionale fino all'odierno Guangdong. La Battaglia di Yamen (1279) avvenuta nel Guangdong segnò la fine della Dinastia Song del Sud. Durante la Dinastia Mongola Yuan il Guangdong fece parte dello Jiangxi. Il nome attuale della provincia del Guangdong risale agli inizi della Dinastia Ming.
Sin dal XVI secolo il Guangdong ebbe intensi scambi commerciali con il resto del mondo. I mercanti europei, in particolare gli inglesi, raggiunsero il Quantung attraverso lo Stretto di Malacca e il Mar Cinese Meridionale. A partire dal 1558 Macao fu il primo insediamento europeo in Cina. Il commercio dei stupefacenti attraverso Canton scatenò le Guerre dell'oppio e segnò l'inizio delle incursioni e influenze straniere sul territorio cinese. Inoltre Hong Kong fu ceduta ai britannici e Kwang-Chou-Wan ai francesi.
Nel corso del XIX secolo il Guangdong divenne il punto di partenza di molti lavoratori per il sud-est dell'Asia e per gli Stati Uniti d'America occidentali. Fino alla fine del XX secolo i residenti delle Chinatown situate nelle varie nazioni del mondo erano prevalentemente originari del Guangdong tanto che il cantonese, parlato da meno del 10% dei cinesi della Repubblica Popolare Cinese, rimane la lingua franca della diaspora cinese in molte località estere.
Nel Guangdong scoppiò la prima rivolta Taiping durante gli anni cinquanta dell'Ottocento. A causa del contatto diretto con l'occidente, il Guangdong fu il centro dell'attività anti-Manchu e anti-imperialista. Sun Yat-sen, considerato il fondatore della Cina moderna, nacque nel Guangdong.
Durante i primi anni venti del novecento il Guangdong divenne il punto di partenza della Spedizione del Nord organizzata dal partito nazionalista del Kuomintang con l'intenzione di distruggere il Governo Beiyang e riportare i vari signori della guerra sotto il controllo della Repubblica di Cina. L'Accademia militare di Whampoa venne fondata per l'addestramento di ufficiali militari.
L'isola di Hainan si è separata dal Guangdong nel 1988 divenendo una provincia della Repubblica Popolare Cinese.
Negli ultimi anni la provincia del Guangdong è stata protagonista di una rapida crescita economica soprattutto a causa delle riforme economiche e della vicinanza di Hong Kong.
Si ritiene che il Guangdong, dal 2003, sia stato il luogo di origine della SARS, una forma atipica di polmonite.

## Geografia
La provincia si affaccia a sud sul Mar Cinese Meridionale e la lunghezza complessiva delle coste è di 4.300 km. Il limite sud-occidentale è occupato dalla penisola di Leizhou, sulla quale sono presenti alcuni vulcani inattivi. Il delta del Fiume delle Perle è il punto di convergenza di tre fiumi che scorrono a monte: il fiume Est, il fiume Nord e il fiume Ovest. Centinaia di piccole isole occupano parte del delta del Fiume delle Perle. La provincia è geograficamente delimitata a nord dal alcune catene montuose chiamate nel complesso Catena Montuosa Meridionale. Il punto più alto della provincia è di 1.600 metri sopra il livello del mare.
Confina con: la provincia del Fujian a nord-est; le province del Jiangxi e Hunan a nord; la regione autonoma del Guangxi a ovest; le regioni ad amministrazione speciale di Hong Kong e Macao a sud. La provincia dell'Hainan si trova di fronte alla penisola di Leizhou.
Tra le città che si affacciano sul delta del Fiume delle Perle vi sono: Dongguan, Foshan, Canton, Huizhou, Jiangmen, Shenzhen, Shunde, Taishan, Zhongshan e Zhuhai. Altre città della provincia sono: Chaozhou, Chenghai, Kaiping, Nanhai, Nanxiong, Panyu, Shantou, Shaoguan, Xinhui, Zhanjiang e Zhaoqing.

## Società

### Evoluzione demografica
La popolazione della provincia del Guangdong ammonta a circa 100 milioni di abitanti. Recentemente alcune stime hanno suggerito che nel territorio della provincia potrebbero risiedere, per almeno sei mesi all'anno, circa 30 milioni di immigrati di altre province. Secondo queste stime il Guangdong sarebbe la provincia con più abitanti di tutta la repubblica. La sostenuta crescita economica della provincia e la conseguente elevata domanda di lavoro alimentano il flusso di immigrati nel Guangdong.
La vicinanza del Guangdong all'oceano ha in passato favorito l'emigrazione di molti cittadini della provincia in altre nazioni. Nel XIX secolo, la maggior parte dei lavoratori impiegati nella costruzione della rete ferroviaria occidentale degli Stati Uniti d'America era originaria della provincia del Guangdong. Le buone condizioni economiche degli ultimi anni hanno ridotto il fenomeno dell'emigrazione.
La maggior parte degli abitanti del Guangdong è di etnia cinese Han. Tra le minoranze etniche vi sono: la popolazione Yao nel nord, Miao, Li e Zhuang.

### Lingue
La provincia del Guangdong è il luogo d'origine della Lingua Cantonese, che risulta essere la prevalente tra la popolazione locale. Durante gli ultimi anni si è diffuso molto anche il Cinese Mandarino, che è compreso dalla quasi totalità della popolazione. Sono diffusi anche diversi dialetti locali, i prevalenti sono il Teochew e l'Hakka.

### Religione
Lo studio più recente riguardante le religioni diffuse nel Guangdong è del 2012. Secondo lo studio, il 90,7% della popolazione è irreligiosa o segue la religione popolare cinese, mentre il 6,2% è Buddista, seguito dal 1,9% che segue il protestantesimo ed infine il 1,2% degli abitanti si dichiara cattolico.
██ Atei e Religione tradizionale cinese (90,7%)
██ Buddisti (6,2%)
██ Protestanti (1,9%)
██ Cattolici (1,2%)

## Politica
Il governo della provincia del Guangdong gestisce e negozia diversi problemi politici, confini e diritti sulle risorse idriche ad esempio, con i governi delle Regioni Amministrative Speciali di Hong Kong e Macao.
Durante gli anni ottanta il governo della provincia del Guangdong godeva della reputazione di resistere alle direttive del governo centrale di Pechino, soprattutto in ambito economico. Oggi molti (specialmente nelle nazioni occidentali) ritengono che la ricchezza della provincia e le differenze culturali e linguistiche del Guangdong potrebbero ispirare tendenze separatiste dal governo centrale. Molti altri ritengono tuttavia che non ci siano e non ci siano mai state tali tendenze nella provincia del Guangdong.

### Suddivisione amministrativa
La provincia del Quantung è suddivisa in 21 città con status di prefettura:
- Chaozhou
- Dongguan
- Foshan
- Canton
- Heyuan
- Huizhou
- Jiangmen

- Jieyang
- Maoming
- Meizhou
- Qingyuan
- Shantou
- Shanwei
- Shaoguan

- Shenzhen (città sub-provinciale)
- Yangjiang
- Yunfu
- Zhanjiang
- Zhaoqing
- Zhongshan
- Zhuhai

Le 21 città con status di prefettura amministrano in totale: 49 distretti, 30 città con status di contea, 42 contee e 3 contee autonome.
Mappa della suddivisione amministrativa della provincia del Guangdong
| Mappa | #         | Nome   | Hanzi         | Hanyu Pinyin         | Amministrazione       | Tipo |
| ----- | --------- | ------ | ------------- | -------------------- | --------------------- | ---- |
|       |           |        |               |                      |                       |      |
| 1     | Qingyuan  | 清远市 | Qīngyuǎn Shì  | Qingcheng Distretto  | Città-prefettura      |      |
| 2     | Shaoguan  | 韶关市 | Sháoguān Shì  | Zhenjiang Distretto  | Città-prefettura      |      |
| 3     | Heyuan    | 河源市 | Héyuán Shì    | Yuancheng Distretto  | Città-prefettura      |      |
| 4     | Meizhou   | 梅州市 | Méizhōu Shì   | Meijiang Distretto   | Città-prefettura      |      |
| 5     | Chaozhou  | 潮州市 | Cháozhōu Shì  | Fengxi Distretto     | Città-prefettura      |      |
| 6     | Zhaoqing  | 肇庆市 | Zhàoqìng Shì  | Duanzhou Distretto   | Città-prefettura      |      |
| 7     | Yunfu     | 云浮市 | Yúnfú Shì     | Yuncheng Distretto   | Città-prefettura      |      |
| 8     | Foshan    | 佛山市 | Fóshān Shì    | Chancheng Distretto  | Città-prefettura      |      |
| 9     | Canton    | 广州市 | Guǎngzhōu Shì | Yuexiu Distretto     | Città sub-provinciale |      |
| 10    | Dongguan  | 东莞市 | Dōngguǎn Shì  | Dongguan             | Città-prefettura      |      |
| 11    | Huizhou   | 惠州市 | Hùizhōu Shì   | Huicheng Distretto   | Città-prefettura      |      |
| 12    | Shanwei   | 汕尾市 | Shànwěi Shì   | Chengqu Distretto    | Città-prefettura      |      |
| 13    | Jieyang   | 揭阳市 | Jiēyáng Shì   | Rongcheng Distretto  | Città-prefettura      |      |
| 14    | Shantou   | 汕头市 | Shàntóu Shì   | Jinping Distretto    | Città-prefettura      |      |
| 15    | Zhanjiang | 湛江市 | Zhànjiāng Shì | Chikan Distretto     | Città-prefettura      |      |
| 16    | Maoming   | 茂名市 | Màomíng Shì   | Maonan Distretto     | Città-prefettura      |      |
| 17    | Yangjiang | 阳江市 | Yángjiāng Shì | Jiangcheng Distretto | Città-prefettura      |      |
| 18    | Jiangmen  | 江门市 | Jiāngmén Shì  | Pengjiang Distretto  | Città-prefettura      |      |
| 19    | Zhongshan | 中山市 | Zhōngshān Shì | Zhongshan            | Città-prefettura      |      |
| 20    | Zhuhai    | 珠海市 | Zhūhǎi Shì    | Xiangzhou Distretto  | Città-prefettura      |      |
| 21    | Shenzhen  | 深圳市 | Shēnzhèn Shì  | Futian Distretto     | Città sub-provinciale |      |

## Economia
Prima delle riforme economiche di Deng Xiaoping nel 1978, l'economia della provincia del Guangdong ristagnava. Le politiche ufficiali del governo centrale favorivano lo sviluppo industriale delle province interne, poco collegate al Guangdong che non poteva quindi sfruttare la vicinanza con l'oceano.
L'apertura economica favorita dal leader Deng Xiaoping ha profondamente cambiato le condizioni economiche del Guangdong. Sono state sfruttate diverse caratteristiche favorevoli allo sviluppo economico: l'accesso all'oceano, la vicinanza di Hong Kong e gli storici legami con i cinesi emigrati. Inoltre fino agli anni novanta la provincia ha goduto di significative riduzioni fiscali introdotte per via dello storico sottosviluppo del territorio.
La provincia del Guangdong è oggi una delle più ricche della Repubblica Popolare Cinese; il PIL, che nel 2003 ammontava a 165 miliardi di dollari, è il più elevato tra le province cinesi e corrisponde al 12% circa del dato nazionale. Nel Guangdong vi sono tre delle quattro zone economiche speciali: Shenzhen, Shantou e Zhuhai. La ricchezza della provincia è concentrata nella regione del delta del Fiume delle Perle.

## Cultura
Dal punto di vista culturale il Guangdong non è omogeneo. La regione centrale, il centro politico ed economico dell'intera provincia, è popolata in modo prevalente da cinesi di lingua cantonese. Il cantonese viene anche usato come lingua franca da circa 60 milioni di abitanti della provincia che parlano svariati dialetti, al posto della lingua ufficiale che è il mandarino.
La cucina cantonese è conosciuta e apprezzata in tutta la Cina; è considerata una tradizione culinaria variegata, prestigiosa e dal gusto esotico.
L'Opera Cantonese è una forma di Opera Cinese molto popolare nelle aree di lingua Cantonese.
La costa sud-orientale del Guangdong, intorno alle città di Chaozhou e Shantou, è un'area culturale caratterizzata dalla lingua teochew e dalla cucina Chiuchow.
Il gruppo etnico degli Hakka popola le colline nord-orientali del territorio del Guangdong. I tratti culturali di maggior rilievo degli Hakka sono la lingua, la cucina e l'architettura.